# Lophopoeum forsteri
Lophopoeum forsteri là một loài bọ cánh cứng trong họ Cerambycidae.